# Сердюков, Дмитрий Петрович
Дмитрий Петрович Сердюков — советский хозяйственный и государственный деятель, лауреат Государственной премии СССР за выдающиеся достижения в труде.

## Биография
Родился в 1943 году в деревне Малое Староселье. Член КПСС.
Окончил Брянское ремесленное училище № 8 по специальность слесарь по ремонту автомобилей и тракторов.
В 1960—1995 годах — слесарь-ремонтник, бригадир слесарей-ремонтников, производственный мастер Брянского ремонтно-механического завода № 65.
Победитель социалистического соревнования в 1974 и 1975 годах. В 1976 году был награждён знаком «Ударник девятой пятилетки» и занесен в Книгу трудовой славы Брянской области.
За высокую эффективность и качество работы при ремонте и эксплуатации техники был в составе коллектива удостоен Государственной премии СССР за выдающиеся достижения в труде 1981 года.
Умер в Брянске в 2008 году.

## Награды
- Орден Трудовой Славы II степени (1981)
- Орден Трудовой Славы III степени (1976)